# Atelier 212
Atelier 212 (Atelje 212, in serbo cirillico Атеље 212) è uno dei più importanti teatri di Belgrado, situato al numero 21 della via Svetogorska.
Fu inaugurato il 12 novembre 1956 con Faust, per la regia di Mira Trailović. Il numero 212 rappresentava il numero di posti a sedere disponibili nella sala del teatro. Nello stesso anno all'Atelier 212 fu rappresentato, per la prima volta nell'Europa dell'Est, Aspettando Godot di Samuel Beckett.